# Fahid Ben Khalfallah
Fahid Ben Khalfallah (9 de outubro de 1982; em árabe: فهيد بن خلف الله) é um ex-futebolista tunisiano, nascido em Péronne na França, atuava como meio-campista.